# إيفي بريست (فلم 1974)
إيفي بريست (بالألمانية: Effi Briest) فيلم بالأبيض والأسود إنتاج عام 1974، أخرجه و (رواه) راينر فيرنر فاسبيندر، مقتبس من رواية للمؤلف الألماني تيودور فونتان عام 1894 تحمل نفس الاسم. العنوان الكامل للفيلم الذي استخدم في الأصل في ألمانيا الغربية كان (العديد ممن لديهم فكرة عن إمكانياتهم واحتياجاتهم وما زالوا يقبلون النظام السائد في رؤوسهم من خلال أفعالهم وبالتالي يوطدونه ويؤكدونه).

## طاقم التمثيل
هانا شيجولا: في دور إيفي بريست
فولفجانج شينك (دي): في دور البارون جيرت فون إنستيتن
أولي لوميل: في دور الرائد كرامباس
ليلو بيمبيت: في دور السيدة فون بريست (والدة إيفي)
هربرت شتاينميتز: في دور السيد فون بريست (والد إيفي)
إيرم هيرمان: في دور جوانا
هارك بوم: في دور جايشوبلر (الصيدلي)
كارلهاينز بوم: في دور مستشار فولرسدورف
رودولف لينز: في دور مستشار رومشوتل
إيفا ماتيس: في دور هولدا
أورسولا ستراتز: في دور روسويثا
كارل شيدت: في دور كروز
دورثي براكر: في دور السيدة باشن
ثيو تكلنبورج: في دور القس نيماير
أندريا شوبر: في دور آني فون إنستيتين
باربرا فالنتين: في دور ماريتا تريبلي
بيتر جو: في دور ابن عم داجوبيرت
باربرا كوياتكوسكا لاس: في دور الطاهية البولندية

## أحداث الفيلم
بدأ الفيلم مع إيفي فون بريست، البالغة من العمر 17 عامًا، على الأرجوحة في حديقة والديها، وتعلق والدتها على طبيعتها البرية قائلة إن لديها روح هوائية. تتحدث إيفي مع فتيات مراهقات أخريات، يناقشن كيف كان البارون فون إنستيتين، عندما كان جنديًا، يتودد لوالدة إيفي، لكنها إختارت والد إيفي المستشار ومالك الأراضي الزراعية.
تخبر الوالدة إبنتها إيفي أن إنستيتين البالغ من العمر الآن 38 عامًا، يطلب يدها، وبتشجيع من والديها، إلى جانب رغبتها الخاصة في الهيبة والنفوذ، تقبل الزواج وتبدأ في الإستعداد لقضاء شهر العسل. تعترف إيفي لوالدتها قبل مغادرتها مباشرة، إنها تخاف من إنستيتين، كما يرى والدها إن إنستيتين كان يناسب الوالدة أكثر من الابنة.
تعود إيفي وإنستيتن إلى منزله على بحر البلطيق في مدينة كيسين، وتستقبلهم الخادمة الباردة جوانا، التي تحب سيدها سرًا وتكره زوجته الجديدة. خلال ليلتها الأولى هناك، لا تستطع إيفي النوم بسبب خوفها مما تعتقد أنه شبح. تكتشف إيفي في بداية حياتها حقيقة الأمر، أنهم النبلاء الوحيدون في المدينة ولا يمكنهم الاختلاط مع سكانها من الطبقة الوسطى، وبدلاً من ذلك، هناك تبادل مضجر للزيارات مع النبلاء في العقارات المحيطة.
يغيب إنستيتن لليلة واحدة، وتطلب إيفي من جوانا المبيت بجوارها. يوبخها إنستيتن لأنه لا يريد أن يكتشف الناس أن زوجته كانت خائفة من الأشباح، لكنه لا يخفف مخاوفها أيضًا. تلد إيفي فتاة أسموها آني، وتدرك إيفي أن إنستيتين كان يستخدم خدعة الاشباح ليلًا لتخويفها وكوسيلة لتمييز نفسه عن الرجال العاديين. تنتقل إيفي وإنستيتن وآني إلى برلين بعد بضع سنوات، حيث إكتسب إنستيتين مكانة بارزة في الحكومة، وتسعد إيفي بهذا، لأنها تصطدم دائمًا بعصبية إنستيتن. يكتشف إنستيتن ذات يوم رسائل غرامية مكتوبة إلى إيفي، ويدرك إنها علاقة إنتهت قبل أن تبدأ، لكن إنستيتن يسعى لمبارزة غريمه، ويقتله ثم يطلق إيفي ويحصل على حق حضانة الابنة آني، التي يربيها على أساس أنها ليس لديها أم. يرفض والدا إيفي السماح لها بالعودة إلى المنزل بسبب الفضيحة التي تسببت بها، لذلك تنتقل إلى شقة صغيرة في برلين مع صديقة. يسُمح لآني بزيارة قصيرة إلى إيفي بعد بضع سنوات، لكن الإثنتين تشعران بالغربة عن بعضهما البعض. تصاب إيفي بإنهيار عصبي، ويوافق والداها على الإعتناء بها في منزلهم، بينما يظل إنستيتن متصلبًا تجاهها. تطلب إيفي من والدتها أن تخبر إنستيتن بأنها تغفر له وأنها الآن في سلام. تجلس والدتها في الحديقة بعد وفاة إيفي، وتتساءل عما إذا كانوا مخطئين بطريقة ما في التسبب في مصيرها، ويراوغ الأب بطريقة إعتادها قائلًا: «اتركِ الأمر يا لويز.... إنه موضوع واسع جدًا».

## السياق التاريخي
الرواية الأصلية، «إيفي بريست» للكاتب الألماني تيودور فونتان (1819 - 1908)، مستوحاة من أحداث واقعية، مبنية على فضيحة بين ضابط في الجيش وزوجته. على ما يبدو، كانت الزوجة قد دخلت في علاقة، وبمجرد أن علم الزوج بذلك، تحدى الحبيب وقتله في مبارزة، على الرغم من أن هذا كان غير قانوني، إلا أنه كان لا يزال يعتبر وسيلة مناسبة للحفاظ على الشرف في المجتمع البروسي (1525–1947) خلال فترة فونتان. هكذا لم يكن الرجل يعاقب على الإطلاق، بينما كانت المرأة يقع عليها كل اللوم لبقية حياتها. حول فونتان هذه القصة إلى إدانة قانون الشرف في القرن التاسع عشر الذي يقيد ويدمر حياة المرأة. كانت النساء تدرك إنهن يتعرضن للقمع بسبب إزدواج معايير المجتمع للرجال والنساء، وإدراكًا منهم للطبيعة الذكورية للمجتمع. حدثت حركة للإحتجاج قادها الطلاب وعرفت باسم الحركة الطلابية الألمانية أو حركة عام 1968، أثبتت هذه الحركة نجاحها في نهاية المطاف عندما صدر تشريع عام 1977 يمنح المرأة المتزوجة الحق في الطلاق والقدرة على العمل خارج المنزل.
كان من السهل رؤية أوجه التشابه بين إيفي بريست وألمانيا في القرن العشرين، مما ساعد على تفسير شعبية الكتاب، وخلال سبعينيات القرن الماضي، كانت ألمانيا الغربية تعاني من الإضطرابات المدنية حيث سعى الناس لإحداث التغيير، ومن بين هذه الحركات كانت حركة الحقوق المدنية للمرأة. كانت هذه التطورات ذات تأثير كبير على الفيلم، حيث يمكن للمشاهد المقارنة بين الطبيعة القمعية في المجتمع بين القرن التاسع عشر في بروسيا وألمانيا الغربية في السبعينات.

## التحليل
يشير العنوان المزدوج للفيلم إلى الهدف النهائي للفيلم هو تحليل كيف يمكن لنظام إجتماعي أن يقيد حرية الناس. خلال فترة حياة الكاتب تيودور فونتان كان من الشائع بالفعل تضمين عنوان ثان للكتاب عن طريق إضافة عبارة أو بيان، فيكون العنوان الأول عادةً هو اسم الشخصية الرئيسية، بينما يستخدم العنوان الثاني لوصف وصمة العار الإجتماعية التي يتم إنتقادها، ومع ذلك، لم يُدرج تيودور فونتان عنوانه الثاني في الرواية الأصلية، ولكن أضافه فاسبيندر في الفيلم. حاول فاسبيندر إظهار آثار قيود المجتمع على قمع المشاعر. يتم ذلك عن طريق إبعاد الجمهور عن الحدث، بشكل أساسي من خلال تقنياته العالية. نلاحظ عدم وجود مشهد واحد يصور العلاقة بين بطلة الفيلم وعشيقها، وبدلاً من إظهار ولادة آني، يخبرنا الراوي عنها، مما يفصل الجمهور عن الحدث، وبمثل هذه الأساليب، يُحرم الجمهور من المشاهد الميلودرامية المتوقعة في فيلم عن الزنا، ويستخدم هذا التقييد لإبراز موضوع القمع. على الرغم من أن نهاية الفيلم مأساوية للغاية، إلا أنها ليست بسبب وفاة إيفي، بل لأنها ماتت معتقدة أن الذنب كان مسؤوليتها الخاصة، ولأنه يوضح كيف أن الأعراف الإجتماعية قادرة على منع المرء من الحب بكامل طاقته. يوضح فاسبندر إن الإنسان يتوهم إن إيمانه بالمباديء المجتمعية حتى وإن كانت خاطئة هي السبيل الأوحد لحمايه حياته ونفسه وإن هذا عار تماما عن الحقيقة.

## استقبال الفيلم
منح موقع الطماطم الفاسدة فيلم «إيفي بريست» تقدير 73%، ومنحه موقع «أي ام دي بي» تقدير 7.1/10، بناء على 1559 مشارك. صنفت صحيفة النيويورك تايمز الفيلم ضمن أهم 1000 فيلم.

## الجوائز
حاز الفيلم على جائزة «انترفيلم» لعام 1974 في مهرجان برلين السينمائي الدولي الرابع والعشرين وتم ترشيحه لجائزة الدب الذهبي.  

## وصلات خارجية
مقالات تستعمل روابط فنية بلا صلة مع ويكي بيانات